# Гуарихио
Гуарихио (Guarijío, Huarijío, Maculái, Macurái, Macurawe, Varihío, Varijío, Vorijío) — юто-ацтекский язык, на котором говорят в 17 деревнях или гамлетах, в штате Чиуауа, в горах Западный Сьерра-Мадре, от реки Чинипас к востоку к границе штата Сонора, от города Сан-Бернандо к истокам реки Майо.

## Распределение
У языка гуарихио есть 2 варианта (диалекта), известные как горный гуарихио (guarijío de la sierra) и низинный гуарихио (guarijío del río). На горном варианте говорят на востоке муниципалитета Уруачи и около Аречуйво штата Чиуауа. На низинном варианте говорят на юго-западе: большинство населяют бассейн реки Майо к северу от города Сан-Бернандо в муниципалитете Аламос штата Сонора.
Носители горного гуарихио называют себя варихо (warihó), а низинного — макураве или макуай (macurawe или makulái). Контакты между двумя группами являются скудными, и хотя различия между ними небольшие, носители говорят, что взаимопонятность трудна.

## Фонология

### Гласные
|                | Передний ряд | Средний ряд | Задний ряд |
| -------------- | ------------ | ----------- | ---------- |
| Верхний подъём | i [i]        |             | u [u]      |
| Средний подъём | e [e]        |             | o [o]      |
| Нижний подъём  |              | a [a]       |            |

### Согласные
|               | Губ.  | Губ.  | Альвеоляр.   | Альвеоляр.   | Палат.  | Палат.  | Веляр. | Веляр. | Глот. | Глот. |
| ------------- | ----- | ----- | ------------ | ------------ | ------- | ------- | ------ | ------ | ----- | ----- |
| взрывные      | p [p] | p [p] | t [t]        | t [t]        |         |         | k [k]  | k [k]  | ʔ [ʔ] | ʔ [ʔ] |
| аффрикаты     |       |       |              |              | č [t͡ʃ]  | č [t͡ʃ]  |        |        |       |       |
| фрикативные   |       |       | s [s]        | s [s]        | š ([ʃ]) | š ([ʃ]) |        |        | h [h] | h [h] |
| аппроксиманты | w [w] | w [w] | l [l], r [ɾ] | l [l], r [ɾ] | y [j]   | y [j]   |        |        |       |       |
| носовые       | m [m] | m [m] | n [n]        | n [n]        |         |         |        |        |       |       |